# Premio speciale della giuria
Il Premio speciale della giuria è, dopo il Leone d'oro e il Leone d'argento - Gran premio della giuria, uno dei premi più importanti assegnati nel corso della Mostra internazionale d'arte cinematografica di Venezia.
Il premio è stato creato nel 2013 insieme alla nuova titolazione del "Gran premio della giuria"; i due premi sono gli omologhi del Grand Prix e del Prix du Jury assegnati a Cannes e corrispondono al secondo e terzo posto dopo il Leone d'oro al miglior film. Prima di tale edizione spesso il "Gran premio della giuria" era stato assegnato proprio sotto il titolo di "Premio speciale della giuria".
Si tratta, dunque, di un riconoscimento attribuito ad un film che, pur non risultando il vincitore della rassegna, si è comunque distinto ed è stato particolarmente apprezzato dai membri della giuria internazionale. Solitamente si tengono in conto alcuni aspetti dell'opera che non concorrono all'attribuzione del primo premio, ma che conferiscono un valore aggiunto all'opera, oppure può trattarsi di un riconoscimento indiretto attribuito all'autore dell'opera.
La statuetta consegnata al vincitore consiste in un Leone di metallo non prezioso, per distinguerlo dai Leoni d'oro e d'argento.

## Albo d'oro

### Anni 2010
- 2013: La moglie del poliziotto (Die Frau des Polizisten), regia di Philip Gröning  ·   Germania
- 2014: Sivas, regia di Kaan Müjdeci  ·   Turchia
- 2015: Abluka, regia di Emin Alper  ·   Francia/ Turchia/ Qatar
- 2016: The Bad Batch, regia di Ana Lily Amirpour  ·   Stati Uniti
- 2017: Sweet Country, regia di Warwick Thornton  ·   Australia
- 2018: The Nightingale, regia di Jennifer Kent  ·   Australia
- 2019: La mafia non è più quella di una volta, regia di Franco Maresco  ·   Italia

### Anni 2020
- 2020: Dorogie tovarišči (Дорогие товарищи), regia di Andrej Končalovskij  ·   Russia
- 2021: Il buco, regia di Michelangelo Frammartino  ·   Italia
- 2022: Gli orsi non esistono (خرس نیست), regia di Jafar Panahi  ·   Iran
- 2023: Green Border (Zielona granica), regia di Agnieszka Holland  ·   Polonia
- 2024: Ap'rili (აპრილი), regia di Dea K'ulumbegashvili  ·   Georgia